# Karen van Holst Pellekaan
Karen Ingrid van Holst Pellekaan (Den Helder, 10 juli 1955) is een Nederlands actrice en (scenario)schrijfster.
De televisiecarrière van Van Holst Pellekaan startte in 1990 met haar rol als freule Adèle in de VPRO-kinderserie De Freules. Daarna zou ze nog regelmatig te zien zijn in kinderseries van de VPRO, zoals Loenatik en Nieuwe Ouders. Daarnaast speelt ze ook zo nu en dan in een televisieserie voor volwassenen. Op haar conto staat onder meer Unit 13 (VARA), waarin ze in verschillende afleveringen Lotti Werner speelde, het hoofd van de kunstdivisie van de misdaadorganisatie Skylla. Ook had Van Holst Pellekaan een rol in Medisch Centrum West in seizoen 5 (1991-1992). Zij heeft ook de presentatie gedaan van de Nationale wetenschapsquiz.
Naast acteerwerk houdt Van Holst Pellekaan zich ook bezig met het schrijven van kinderboeken en het maken van poppen. Ze schreef het filmscenario voor Achtste-groepers huilen niet op basis van het boek van Jacques Vriens. Ook schreef ze mee aan het scenario van De gelukkige huisvrouw en bedacht ze de film Jackie, waarvan ze ook het scenario schreef. Verder maakte ze alle poppen (inclusief Karbonkel) voor Ik Mik Loreland en met Judith Driessen de poppen voor Leesdas lettervos boekentas.
Tevens zet zij zich sinds mei 2006 als ambassadeur van Stichting Varkens in Nood in voor het dierenwelzijn. In 2006 nam zij als lijstduwer plaats op de kandidatenlijst van de Partij voor de Dieren voor de Tweede Kamerverkiezingen 2006. In 2007 trad ze op in de documentaire Meat the Truth. Van Holst Pellekaan is de bedenker en schrijver van de televisieserie Circus Noël uit 2017 en de gelijknamige film uit 2019.

## Filmografie
Series
- 1990: De Freules - als freule Adèle
- 1992: Watt?! - als filosoof[1]
- 1994: Pompen of verzuipen - als moeder
- 1996: Unit 13 - als Lotti Werner
- 1997: Loenatik - als Bep Brul
- 2000: Hubertien en Willemien - als Hubertien
- 2002: Oude koeien - als Elsbeth Gerritsen-van Raaij (alleen stem)
- 2004: Nieuwe ouders - meerdere rollen als moeder
- 2005: Kleine Pauze - remedial teacher en vleesgeworden sapkuur Elsje van Wentelen
- 2006: Klein Holland - Claudia Holland-Klein.

Films
- 1992: Het Zakmes - bijrol als baliedame bij de krant
- 1995: Lang Leve de Koningin - als hofdame
- 2002: Loenatik: de moevie - als de nymfomane mafkees Bep Brul
- 2014: Loenatik, te gek - Bep Brul